# Drochów Dolny
Drochów Dolny – wieś w Polsce położona w województwie świętokrzyskim, w powiecie kieleckim, w gminie Morawica.
| SIMC    | Nazwa | Rodzaj    |
| ------- | ----- | --------- |
| 0254090 | Dwór  | część wsi |

W latach 1975–1998 miejscowość administracyjnie należała do województwa kieleckiego.
W Drochowie Dolnym znajduje się zespół dworski, złożony z ruiny dworu z II połowy XIX w., przebudowanego w 1911 r. oraz parku z końca XIX w., wpisanych do rejestru zabytków nieruchomych (nr rej.: A.432/1-2 z 17.12.1957 i z 27.04.1984).